# Grammy Award for Best Gospel Performance, Contemporary
Der Grammy Award for Best Gospel Performance, Contemporary, auf Deutsch „Grammy-Auszeichnung für die beste zeitgenössische Gospel-Darbietung“, ist ein Musikpreis, der von 1978 bis 1983 von der amerikanischen Recording Academy im Bereich der Gospelmusik verliehen wurde.

## Geschichte und Hintergrund
Die seit 1959 verliehenen Grammy Awards werden jährlich in zahlreichen Kategorien von der Recording Academy in den Vereinigten Staaten vergeben, um künstlerische Leistung, technische Kompetenz und hervorragende Gesamtleistung ohne Rücksicht auf die Album-Verkäufe oder Chart-Position zu würdigen.
Eine dieser Kategorien war der Grammy Award for Best Gospel Performance, Contemporary. Der Preis wurde von 1978 bis 1983 vergeben. Von 1978 bis 1982 hieß er zunächst Grammy Award for Best Gospel Performance Contemporary or Inspirational.
Vor 1978 und nach 2004 wurden die zeitgenössischen Gospel-Darbietungen in der Kategorie Grammy Award for Best Gospel/Contemporary Christian Music Performance verliehen.

## Gewinner und Nominierte
| Jahr | Gewinner | Nationalität       | Werk              | Nominierte | Bild des/der Gewinner(s) |
| ---- | --- | ------------------ | ----------------- | --- | ------------------------ |
| 1978 | The Imperials | Vereinigte Staaten | Sail On           | - Reba Rambo-Gardner – Lady - Larry Hart – Hart and Soul - Michael Omartian – Adam Again - Gary S. Paxton – More from the Astonishing, Outrageous, Amazing, Incredible, Unbelievable Gary S. Paxton - Evie Tornquist – Mirror |                          |
| 1979 | Larry Hart |                    | What a Friend     | - Evie – Come On, Ring Those Bells - The Imperials – Imperials Live - McGuire – Destined To Be Yours - Reba – The Lady Is A Child                                                                                             |                          |
| 1980 | The Imperials | Vereinigte Staaten | Heed the Call     | - Andrus, Blackwood and Company – Following You - Amy Grant – My Father’s Eyes - Dan Peek – All Things Are Possible - Evie – Never the Same                                                                                   |                          |
| 1981 | The Archers, Cynthia Clawson, Andraé Crouch, Tramaine Hawkins, Walter Hawkins, Dony McGuire, Reba Rambo und B. J. Thomas | Vereinigte Staaten | The Lord’s Prayer | - Andraé Crouch – It’s Gonna Rain - Amy Grant – Never Alone - The Imperials – One More Song For You - Michael und Stormie Omartian – The Builder                                                                              |                          |
| 1982 | The Imperials | Vereinigte Staaten | Priority          | - The Archers – Spreadin’ Like Wildfire - Cynthia Clawson – Finest Hour - DeGarmo and Key – This Ain’t Hollywood - Amy Grant – Amy Grant In Concert                                                                           |                          |
| 1983 | Amy Grant | Vereinigte Staaten | Age to Age        | - Andraé Crouch – My Tribute - The Imperials – Stand By the Power - Sandi Patty – Lift Up the Lord - Reba Rambo – Lady Live                                                                                                   |                          |